# Kanaltunneln
Kanaltunneln (engelska: Channel Tunnel, franska: Le tunnel sous la Manche; också känd som (the) Chunnel), är en 50 km lång järnvägstunnel, varav 39 km undervattenstunnel under Engelska kanalen, mellan Folkestone i Kent på Storbritannien och Coquelles nära Calais i norra Frankrike, byggd 1988–1994 (med smygstart av tunnelbygge redan juni 1882–mars 1883). Tunneln löper i genomsnitt 45 meter under havsbottnen och består av tre parallella tunnlar, med en mellersta underhålls- och nödtunnel mellan två trafiktunnlar. Tunneln trafikeras av snabbtåget Eurostar för persontransport, av Eurotunnel Shuttle som hanterar vägfordonstransport och av internationella godståg.
Tunneln har drabbats av flera problem såsom bränder som stört driften av tunneln och illegala invandrare och asylsökande som försökt att använda tunneln för att nå England, som orsakade en smärre diplomatisk oenighet om lokaliseringen av flyktinglägret i Sangatte på den franska sidan, som senare stängdes 2002.

## Förslag och försök
Den franske bergsingenjören Albert Mathieu lade år 1802 det första förslaget på en tunnel under Engelska kanalen, med belysning från oljelampor, hästdragna vagnar och en konstgjord ö i mitten av kanalen för att byta hästar.
Under 1830-talet utförde fransmannen Aimé Thomé de Gamond den första geologiska och hydrografiska undersökningen för en eventuell tunnel mellan Calais och Dover. Thomé de Gamond utforskade flera ordningar, och 1856 presenterade han ett projektförslag till Napoleon III avseende en järnvägstunnel från Cap Gris-Nez till Eastwater Point med en öppning/luftintag på Varne Bank (en sandbank 14 km sydväst om Dover), till en kostnad av 170 miljoner franc eller mindre än 7 miljoner pund.
År 1865 föreslog en deputation, under ledning av George Ward Hunt, en tunnel till dåvarande brittiske finansministern William Ewart Gladstone.
Efter 1867 framlades idéer både av William Low och Sir John Clarke Hawkshaw, dock utan att förverkligas. Ett officiellt engelskt-franskt protokoll skrevs 1876 för en järnvägstunnel under kanalen.
År 1881 genomförde den brittiska järnvägsentreprenören Sir Edward Watkin och den franske entreprenören Alexandre Lavalley, som var kontrakterad vid byggandet av Suezkanalen, engelsk-franska Submarine Railway Company som genomfört undersökande arbete på båda sidor av kanalen. Bygget av den planerade undervattenstunneln smygstartade i juni 1882 då fullortsborrmaskiner, som uppfanns under andra halvan av seklet, användes för att borra en 1,84 km lång kalkbergstunnel på brittiska sidan och en 1 669 m lång tunnel från franska Sangatte, men stoppades efter nio månader med anledning av brittisk rädsla för att en fast förbindelse kunde användas som väg för invasion.
År 1919, under fredskonferensen i Paris, tog den brittiske premiärministern David Lloyd George upprepade gånger upp idén om en tunnel under Engelska kanalen, för att visa en brittisk vilja att försvara kontinenten mot en eventuell tysk attack. Frankrike trodde inte på idén och det blev inget av Lloyd Georges förslag.
År 1955 ansågs försvarsargumenten vara mindre relevanta på grund av flygstridskrafternas dominans, och därför stödde både de brittiska och franska regeringarna fortsatta tekniska och geologiska undersökningar. Byggarbetet inleddes på båda sidor om Engelska kanalen 1974, ett statligt finansierat projekt med hjälp av dubbla tunnlar på vardera sidan av en servicetunnel, med kapacitet för skytteltrafik för bilar. I januari 1975, till den franska partnerns bestörtning, avbröt den brittiska regeringen projektet. Den nyvalda regeringen (Labour Party) ansåg att det fanns osäkerhet angående det påbörjade EEG-medlemskapet och kostnadsberäkningarna hade skjutit i höjden med 200 procent. Vid denna tid var den brittiska tunnelborrmaskinen driftsklar och det brittiska transportministeriet gjorde en 300 meter (980 fot) lång provtunnel. Denna korta tunnel skulle dock komma att återanvändas som utgångspunkt för tunneldrivningen från den brittiska sidan. 
1979 föreslog det konservativa partiet sitt "mushåls-projekt" då de kom till makten i Storbritannien. Konceptet var en enkelspårig järnvägstunnel med en servicetunnel, men utan skyttelterminaler. Den brittiska regeringen var inte intresserad av att finansiera projektet, men den nyvalda premiärministern Margaret Thatcher sade att hon inte hade något att invända mot ett privatfinansierat projekt. 1981 kom premiärminister Margaret Thatcher och president François Mitterrand överens om att inrätta en arbetsgrupp för att undersöka möjligheterna till ett privatfinansierat projekt, och i april 1985 efterlystes formellt systemförslag. Fyra bidrag nominerades:
- Ett järnvägsförslag som byggde på 1975 års program presenteras av Channel Tunnel Group/Frankrike-Manche (CTG/F-M),
- Eurobridge: en 4,5 kilometer lång hängbro, med körbanor i ett slutet rör.
- Euroroute: en 21 km lång tunnel mellan konstgjorda öar med anslutande broförbindelser
- Channel Expressway: stora vägtunnlar med ventilationstorn mitt i kanalen.[13]

Den etablerade färjetrafiken över Engelska kanalen protesterade under namnet "Flexilink". År 1975 fanns det ingen kampanj för att protestera mot en fast förbindelse, då en av de största färjerederierna (Sealink) var statligt ägd. Flexilink fortsatte väcka motstånd under hela 1986 och 1987. Det mest populära förslaget bland allmänheten var en biltunnel, men ventilationsfrågor och olycksrisker ledde till att det enda nominerade järnvägsförslaget, CTG/FM, tilldelades projektet.

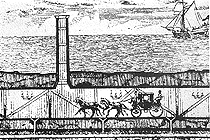
Tunnelförslag från 1802.
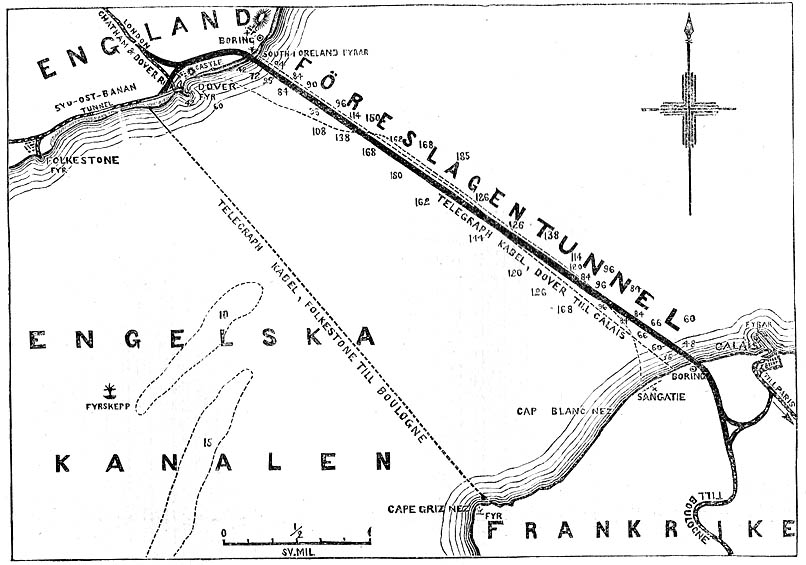
Förslag till tunnel under Engelska kanalen från 1800-talets mitt.
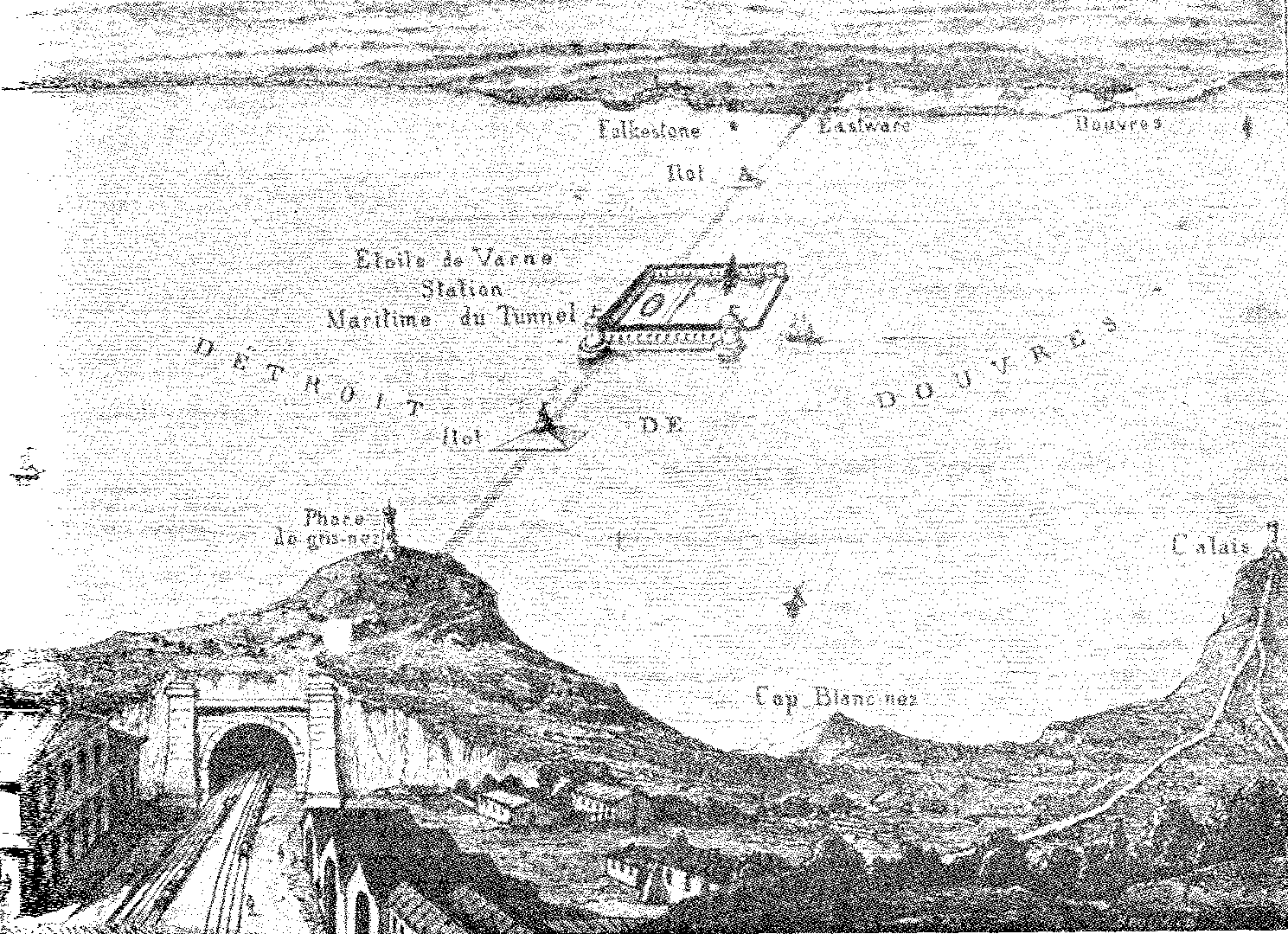
Thomé de Gamonds förslag från 1856 för en tunnel med ett påslag på Varne sandbank.
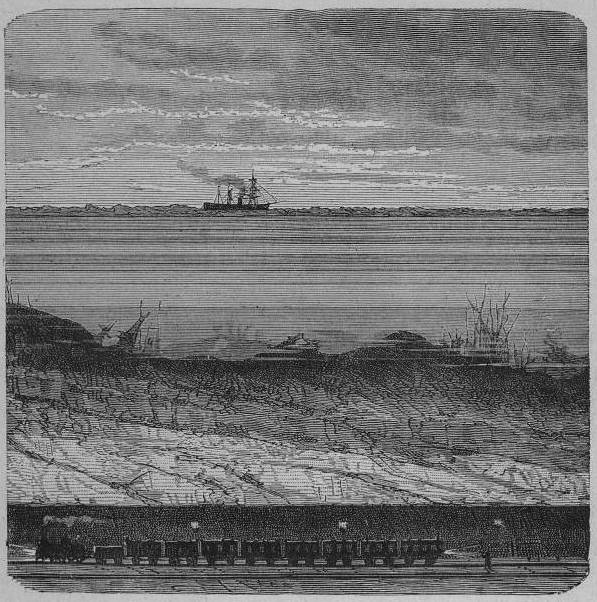
Gravyr från 1885.

## Projektstruktur

Ett blockschema som beskriver organisationsstrukturen som användes i projektet. Eurotunnel är den centrala organisationen för byggandet och driften (via en koncession) av tunneln.

Den brittiska Channel Tunnel Group bestod av två banker och fem byggföretag, medan den franska motsvarigheten France–Manche, bestod av tre banker och fem byggföretag. Bankernas roll var att ge råd om finansiering och säkra lånelöften. Den 2 juli 1985 bildade grupperna Channel Tunnel Group/France–Manche (CTG/F–M). Deras inlaga till de brittiska och franska regeringarna togs från 1975-projektet, inklusive 11 volymer och en omfattande miljökonsekvensbeskrivning.
Utformning och konstruktion gjordes av de tio byggföretag som ingick i CTG/FM-gruppen. Den franska terminalen och borrningen från Sangatte genomfördes av de fem franska byggföretag i samriskföretagsgruppen GIE Transmanche Construction. Den engelska terminal och borrningen från Shakespeare Cliff genomfördes av de fem brittiska byggföretagen i Trankslink Joint Venture. De två partnerskapen var kopplade genom Transmanche Link (TML), en binationell projektorganisation. Maître d'Oeuvre var den övervakande tekniska nämnden, anställd av Eurotunnel enligt villkoren i koncessionen, som övervakade projektverksamhet och som återrapporterade till regeringar och banker.
I Frankrike, med sin långa tradition av investeringar i infrastruktur, samlade projektet ett utbrett stöd och i april gav den franska nationalförsamlingen sitt enhälliga godkännande. I juni 1987, efter en offentlig utredning, gav också senaten enhälligt stöd. I Storbritannien granskade valda kommittéer förslaget att skapade historia genom att hålla utfrågningar utanför Westminster, i Kent. I februari 1987 hölls den tredje omröstningen i frågan i det Brittiska underhuset, där förslaget bifölls med 94 röster för och 22 emot. Kanaltunnelprojektet fick kunglig sanktion och Channel Tunnel Act 1987 skapades samma år.
Tunneln under Engelska kanalen är ett så kallat BOOT-projekt (build-own-operate-transfer) med en koncession TML skulle konstruera och bygga tunneln, men finansieringen skulle ske genom den juridiska parten: Eurotunnel. Eurotunnel överordnades CTG/FM och undertecknade ett entreprenadavtal med TML, men de brittiska och franska regeringarna hade kontroll över både de tekniska och de säkerhetsmässiga besluten, genom Channel Tunnel Safety Authority. De brittiska och franska regeringarna gav Eurotunnel en koncession på 55 år (senare 65 år) att återbetala lån och utdelning. Ett avtal om järnvägsanvändning undertecknades mellan Eurotunnel, British Rail och Société Nationale des Chemins de fer Français som ska garantera framtida intäkter i utbyte mot att järnvägen ska få hälften av tunnelns kapacitet.

## Finansiering
Den privata finansieringen för ett sådant komplext infrastrukturprojekt var av aldrig tidigare skådad omfattning. Ett eget kapital om 45 miljoner pund hämtades först in av CTG/FM, som sedan utökades med 206 miljoner pund via privata institutionella placerare, 770 miljoner pund kom in via offentliga aktieerbjudanden som annonserades i press och TV-reklam, ett syndikerat banklån och remburs stod för 5 miljarder pund. De privatfinansierade totala investeringskostnaderna var i 1985 års penningvärde 2,6 miljarder pund. Vid slutförandet 1994 blev den faktiska kostnaden (i 1985 års penningvärde) 4,65 miljarder pund, vilket innebar ett 80-procentigt överskridande av kostnadsbudgeten. Det motsvarar idag 11 miljarder £ eller 120 miljarder SEK. Överskridandet berodde delvis på förbättrad säkerhet och hårdare miljökrav. Finansieringskostnaden var 140 procent högre än prognosen. De första åren efter öppningen hade bolaget stora förluster efter ränteutgifter, men 1999 gjorde man en liten nettovinst, dock gjordes förluster vissa år. År 2018 var inkomsten 1100 miljoner euro, driftsresultatet 569 miljoner euro och nettovinsten efter räntor 130 miljoner euro.

## Konstruktion
Elva tunnelborrmaskiner, som arbetade från båda sidornas påslag, skar genom kanalbottnens kritmärgel och byggde två järnvägstunnlar och en servicetunnel. Fordonens skytteltrafikterminaler ligger vid Cheriton (del av Folkestone) och Coquelles i Pas-de-Calais, nära Calais. De är anslutna till de engelska och franska motorvägarna M20 respektive A16.
Tunnelborrningen inleddes 1988, 105 år efter smygstarten av tunnelbygget. Som mest anställdes femtontusen personer, som gav dagliga kostnader på mer än 77 miljoner svenska kronor (per 2012 års penningvärde). Tio anställda, varav åtta brittiska, dödades under byggnationen 1987–1993, mertalet under de första borrningsmånaderna.

## Färdigställande
Ett pilothål i servicetunneln på 50 mm (2 tum) i diameter bröt igenom, utan någon ceremoni, den 30 oktober 1990. Den 1 december 1990 bröt engelsmannen Graham Fagg och fransmannen Phillippe Cozette igenom själva servicetunneln under mediabevakning. Eurotunnel hade tunneln klar i tid, och tunneln invigdes ett år senare än ursprungligen planerat, den 6 maj 1994, av dåvarande brittiska drottningen Elizabeth II och franske presidenten François Mitterrand under en ceremoni i Calais. Drottningen reste genom tunneln till Calais med ett Eurostar-tåg som stannade front mot front med tåget som medförde president Mitterrand från Paris. Efter ceremonin reste president Mitterrand och drottningen på Le Shuttle till en liknande ceremoni i Folkestone. Den officiella öppningen för allmänheten dröjde sedan några månader.
Channel Tunnel Rail Link (CTRL), som nu kallas High Speed 1, kör 111 kilometer från St Pancras järnvägsstation i London till tunnelportalen vid Folkestone i Kent. Den kostade 5,8 miljarder pund. Den 16 september 2003 öppnade Storbritanniens dåvarande premiärminister Tony Blair det första avsnittet av High speed 1, från Folkestone till norra Kent. Den 6 november 2007 invigde Elizabeth II High speed 1 och St Pancras International station, som ersatte den ursprungliga långsammare länken till Waterloo International railway station. High speed 1-tågen färdas i hastigheter upp till 300 km/t, och sträckan London–Paris tar två och en kvarts timme och London–Bryssel en timme och 51 minuter.

## Beskrivning

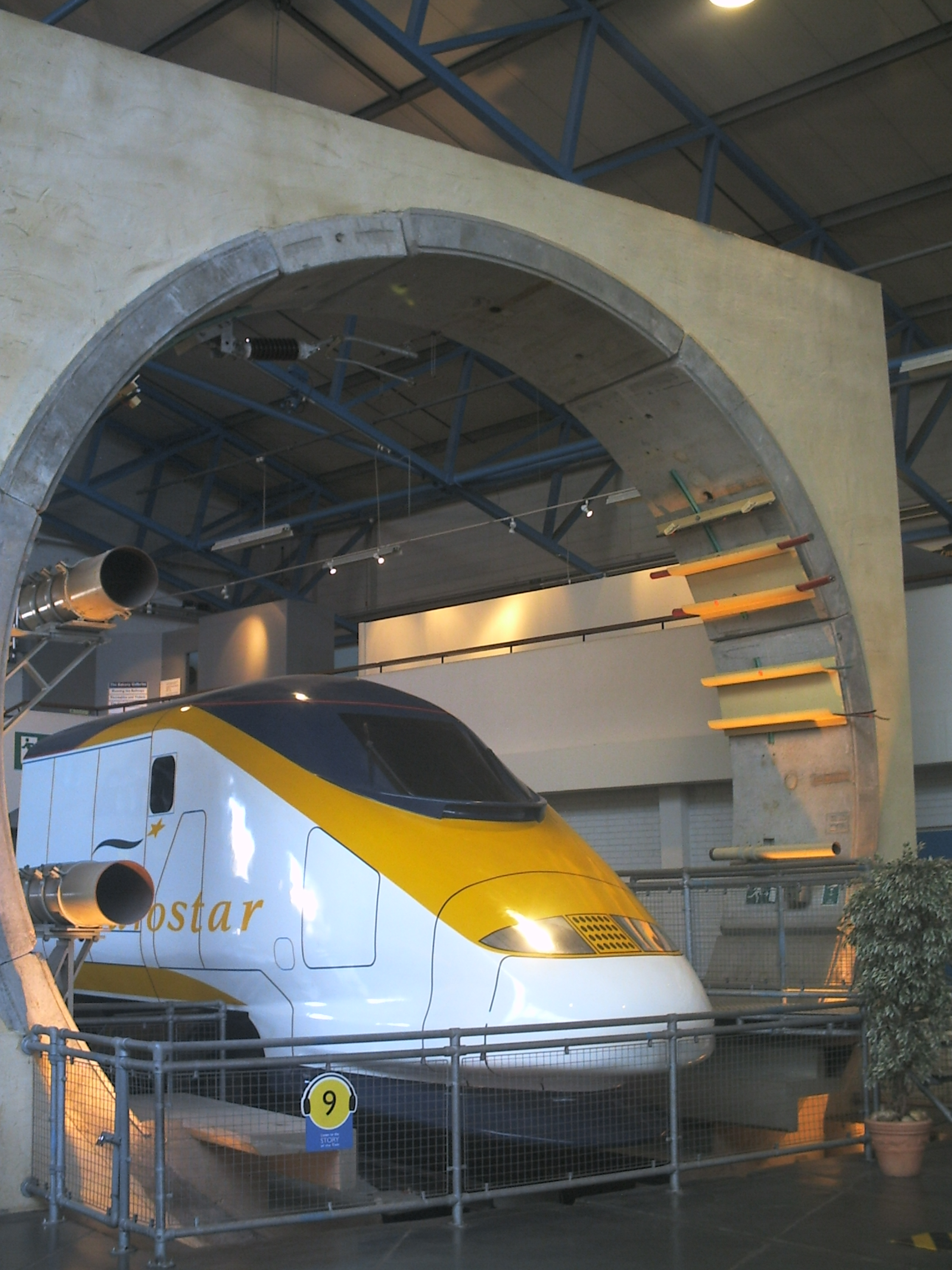
Utställning av kanaltunneln vid National Railway Museum i York som visar ett tvärsnitt av tunneln komplett med kontaktledningar och ett Eurostarlok.

Kartläggningar som gjordes tjugo år innan tunnelbygget bekräftade tidigare spekulationer om att en tunnelvägen kunde borras genom kritmärgel. Märgeln bidrog till tunnelns relativa enkla borrning och bidrog också med täthet och styrka. På den engelska sidan var kritmärgeln dominerande längs hela tunnelns längd, på den franska sidan hade en längd på 5 km varierande geologi, med bitvis svåra förhållanden.
Tunneln under Engelska kanalen består av tre borrade tunnelhål: två järnvägstunnlar, med 7,6 meter (25 fot) i diameter, liggande 30 meter från varandra. På 50 kilometer av längden finns det en 4,8 meter lång servicetunnel mellan huvudtunnlarna. Det finns också ett antal passager mellan tunnlarna med jämna mellanrum. Servicetunneln användes som pilottunnel för de båda järnvägstunnlarna och borrades först. Tunnelpåslaget på den engelska sidan gjordes vid Shakespeare Cliff, medan det franska påslaget gjordes i Sangatte. Vid den franska sidan användes fem tunnelborrmaskiner (TBM) och på den engelska sidan användes sex stycken. Servicetunneln använder Service System Tunnel Transport (STTS) och Light Service Tunnel Vehicles (LADOGS). Brandsäkerheten var en kritisk konstruktionsfråga. 
Mellan påslagen vid Beussingue och Castle Hill är tunneln 50,5 kilometer lång, med 3,3 km under mark på den franska sidan, 9,3 kilometer under mark på den brittiska sidan och 37,9 kilometer under havsbottnen. Detta gör kanaltunneln till den näst längsta järnvägstunneln i världen, efter Seikantunneln i Japan, men med det längsta avsnittet under hav. Den genomsnittliga djupet är 45 meter under havsbotten.
På den brittiska sidan beräknades schaktmassorna till omkring fem miljoner kubikmeter, varav en miljon användes för att bygga upp terminalområdet och resten deponerades bakom en sjövall vid Shakespeare Cliff, som tog 30 hektar markyta i anspråk. Denna mark gjordes sedan om till en park vid namn Samphire Hoe Country Park. Miljökonsekvensbeskrivningen identifierade inte några större risker för projektet och ytterligare studier över säkerhet, buller och luftföroreningar var allmänt positiva. Emellertid fanns det miljömässiga invändningar över höghastighetsförbindelsen till London.

## Geologi

Geologisk profil längs tunnelns väg. Huvuddelen av sträckan går genom märgellager.

En framgångsrik tunneldrivning under hav kräver en god förståelse av topografin och geologin för urval av det bästa skiktet för tunnelns dragning. Berggrunden där tunneln är dragen består i regel av nordostlig Cretaceous strata, en del av den norra delen av Wealdens-Boulonnais dome. Egenskaper är:
- Kalkklipporna på båda sidor om kanalen innehåller inga större förkastningar.
- Fyra geologiska skikt, marint stratumsediment från 90-100 miljoner år sedan, ett vattenförande övre skikt, det mellersta något vattenförande, det undre kalkskiktet och slutligen det ogenomträngliga Gaultlera. Ett sandigt stratum, glaukonitmärgel (tortia) ligger mellan kalkmärgeln och Gaultleran.
- En 25–30 meter tjockt lager av kalkmärgel (franska: craie bleue) i den nedre tredjedelen av det undre kalkskiktet visade sig vara det bästa valet för tunneldrivningen. Detta skikt har en lerhalt på 30-40 procent, vilket skyddar från inträngning av grundvattnet. Det är relativt lätt att bryta med minimalt stöd. Helst skulle tunneln borras i botten av det 15 meter tjocka skiktet av kalkmärgel, för att minimera vattenflödet från sprickor, men att vara för nära skiktet med Gaultlera skulle istället öka trycket på tunnelns foder då leran ändrar sin konsistens efter fukthalten.[33]

På den engelska sidan av kanalen sluttar kalkskiktet mindre än 5 grader, men på den franska sidan ökar lutningen till 20 grader. På den engelska sidan finns bara mindre förkastningsfel upp till 2 meter. På den franska sidan finns förkastningar på upp till 15 meter, på grund av Quenocs antiklinala veckning. Förkastningarna är av begränsad bredd, fyllda med kalcit, pyrit och pressad lera. Den ökade lutningen och förkastningarna begränsade urvalet av lämpliga lägen för påslaget från den franska sidan. För att undvika missförstånd användes mikrofossila analyser för att klassificera kalkmärgeln. På den franska sidan, särskilt nära kusten, var kalklagret hårdare och sprödare och mer splittrat än på den engelska sidan. Detta ledde till bruket av olika drivningstekniker på de olika sidorna.
Den kvartära undervattensdalen Fosse Dangaered och Castle Hills sluttning, som ligger vid det engelska påslaget, komplicerade den geologiska anpassningen. 1964–1965 års geofysiska undersökning påvisade Fosse Dangaered, ett fyllt dalsystem som sträcker sig 80 meter under havsbotten, 500 meter söder om tunnelvägen, i mitten av kanalen. En undersökning från 1986 visade att en biflod korsade vägen för tunneln och därför anpassades tunnelns sträckning till att gå så långt norrut och djupt som möjligt. Det engelska påslaget måste vara beläget i Castle Hills sluttning, som består av deponeringsblock av kalk, glaukonitmärgel och Gaultlera. Området stabiliserades och dränerades. Servicetunnelns pilotfunktion gjorde att den rådande geologiska förutsättningarna och vattenföringen bättre kunde beräknas och förutsägas innan huvudtunnlarna borrades. Förberedande sondering ägde rum i servicetunneln, i form av omfattande sondering både framåt, vertikalt nedåt och sidledes.

## Trafik
Det finns tre huvudtyper av tågtrafik i tunneln:
- Passagerartåg: Endast operatören Eurostar, som går London-Paris och London-Bryssel.
- Biltåg: fraktar dels personbilar med passagerare, dels tunga fordon med passagerare.
- Godståg.

Tågen passerar Schengenområdets yttre gräns. Gränskontrollerna sker före ombordstigning och bemannas under ledning av landet tågen ska gå till. Gränskontroller för kanaltunnelns tåg finns i:
- Belgien: Bryssel
- Frankrike: Avignon, Chessy-Marne-la-Vallée, Coquelles, Fréthun, Haute-Picardie, Lille-Europe, Paris-Nord
- Storbritannien: Ashford, Ebbsfleet, London-St-Pancras

## Övrigt
Kanaltunneln finns med på listan över den moderna världens sju underverk som American Society of Civil Engineers sammanställde 1994.
Miljöer som ska föreställa kanaltunneln har förekommit i flera filmer, bland annat i Mission: Impossible där ett slagsmål äger rum på taket på ett snabbtåg, med en helikopter efter sig, även inne i tunneln. Scenen är filmad i en annan tunnel, och många detaljer skiljer sig från kanaltunneln.